# 2004년 서울국제여성영화제
제6회 서울국제여성영화제는 2004년 4월에 개최된 영화제이다. 아트레온 1/2관, 녹색극장 3관에서 개최되었으며 사회자는 용이이다.

## 수상 및 후보

### 최우수상
- 잘돼가? 무엇이든 - 이경미 수상

### 우수상
- 당신을 초대하고 싶습니다 - 김아영 수상
- 나의 섬 - 왕이화 수상

### 관객상
- 잘돼가? 무엇이든 - 이경미 수상
- 다큐멘터리 옥랑문화 수상작
- 맏며느리 - 정호현 수상

### 여성신문상
- 소금-철도 여성 노동자 이야기 - 박정숙 수상
- 잊혀진 여전사 - 김진열 수상

### 박남옥 영화상
- 그 집 앞 - 김진아 수상

### 새로운 물결
- 지옥의 체험 - 카트린 브레야
- 이지 섹스, 이지 러브 - 제인 와인스톡
- 투샤 할머니 - 리디아 보브로바
- 인 유어 핸드 - 아네트 K. 올레슨
- 그 집 앞 - 김진아
- 마리온 브리지 - 빕케 폰 카롤스펠드
- 두 번째 - 안젤리카 레비
- 우리 시대 - 락샨 바니 에테맛
- 폴레케 - 이네케 하우트만
- 사라소주 - 가와세 나오미
- 그녀는 우리들의 것 - 시그리드 알노아
- 오타르가 떠난 후 - 줄리 베르투첼리
- 비밀 - 앨리스 넬리스
- 루크 - 사라 가브론
- 이사 소동 - 샹탈 애커만
- 4인용 식탁 - 이수연

### 질주환상
- 김소영
- 스무 고개 - 이수연
- 이공 - 박경희
- 그녀의 무게 - 임순례
- 집착 - 최효주
- 쉬고 싶어 - 신루팜 외2명
- 고르스키씨에게 행운을! - 아스트리드 오크라
- 집으로 - 비비안 존스
- 인어는 어떻게 번식하는가 - 조안 애쉬워스
- 입국심사 - 아나 토우
- 신들의 메신저 - 사일자 자인
- 쇼와의 화산 - 앨리슨 레이코 로더
- 골목 - 박윤경
- 완행열차 - 아라이 치에
- 눈물 - 사피아 우아레스
- 투란도트 - 유정아

### 영페미니스트 포럼
- 소녀시대 - 리즈 가버스
- 벌거벗은 페미니스트 - 루이사 아킬리
- 힙합의 여전사 - 레이첼 레이미스트
- 여전사들의 합창 - 디 모스마처
- 우리 엄마는 둘 - 마리 맨디

### 여성영상공동체
- 잊지 못할 그날 - 킴 론지노트
- 단 한 시간만이라도 - 알리나 마라찌
- 잊혀진 여전사 - 김진열
- 평화만들기: 국경 위의 여성들 - 리사 헤프너 외1명
- 소금-철도여성 노동자 이야기 - 박정숙
- 낯익은 얼굴 - 엘리자베스 꼬르띠냐스 이달고
- 귀향 - 파리바 자말리 네마티
- 세상 끝까지 - 리사 마도에린

### 아시아특별전
- 폭포의 흰 줄기 - 미조구치 켄지
- 기원의 자매 - 미조구치 켄지
- 카르멘 사랑에 빠지다 - 키노시타 케이스케
- 검은 10인의 여자 - 이치카와 곤
- 향기로운 꽃 - 키노시타 케이스케
- 하나오카 세이슈의 아내 - 마스무라 야스조

### 감독 특별전
- 독일 자매 - 마가레테 폰 트로타
- 완전히 미친 - 마가레테 폰 트로타
- 로자 룩셈부르그 - 마가레테 폰 트로타
- 약속 - 마가레테 폰 트로타
- 로젠스트라시 - 마가레테 폰 트로타